# Język chorezmijski
Język chorezmijski – wymarły ok. XIII w. język historycznej krainy Chorezmu. Należy do grupy wschodnioirańskiej. Blisko związany z językiem sogdyjskim.